# Kampfhandlung
Von Kampfhandlungen im weiteren Sinne spricht man in allen Fällen, in denen von Streitkräften oder anderen formierten Verbänden Gewalt gegen Menschen, Tiere und/oder Objekte ausgeübt wird.

Im engeren Sinne ist darunter nur der Einsatz von Waffen im Krieg (auch Bürgerkrieg) oder während (bürger-)kriegsähnlicher Zustände zu verstehen.

## Völkerrecht
Völkerrechtlich gelten Kampfhandlungen im Allgemeinen als legal, wenn bzw. soweit sie entweder der Selbstverteidigung dienen oder aber der Wiederherstellung des Friedens – z. B. durch bewaffnete Einsätze, die qua Resolution nach Kapitel VII der UN-Charta international beschlossen wurden. Dagegen gelten sie als Verbrechen, sofern sie ohne Legitimation und/oder nur zur Durchsetzung bestimmter, einseitiger Interessen geplant oder vorgenommen werden (Bsp.: Vorbereitung eines Angriffskrieges; vgl. dazu u. a. Art. 26 Abs. 1 GG).

## Bewaffneter Konflikt
Ein Stattfinden von Kampfhandlungen ist nicht zwingend erforderlich, damit der Tatbestand eines bewaffneten Konflikts erfüllt ist.